# Aýna
Aýna es un municipio español de la provincia de Albacete, en la comunidad autónoma de Castilla-La Mancha. Cuenta con una población de 608 habitantes (INE 2024).
Está localizado en el sureste de la península ibérica, en las últimas estribaciones de la sierra de Alcaraz y está integrado en la actual mancomunidad de servicios de la sierra del Segura. Está situado a unos 61 km de la capital provincial, desde donde se accede por la CM-3203.
En el municipio se incluyen, además de la localidad de Aýna, los núcleos de La Dehesa, El Jinete, El Griego, Moriscote, La Navazuela, La Noguera, Royo-Odrea, Las Hoyas, La Sarguilla, El Villarejo y El Pozuelo.
Especialmente reseñable es la ruta de Amanece, que no es poco, película de José Luis Cuerda, rodada parte de ella en Aýna, donde se pueden visitar los lugares y escenarios en los que se filmaron varias escenas.

## Geografía
- Altitud: 674 m sobre el nivel del mar
- Extensión: 146,81 km²
- Posición: 38°33′11″N 2°04′15″O / 38.55306, -2.07083
- Ríos: Río Mundo, Río Segura
- Límites: Bogarra, Peñascosa, Alcadozo, Liétor, Elche de la Sierra y Molinicos.

## Prehistoria
En su término municipal se encuentra la cueva del Niño, que contiene pinturas rupestres paleolíticas en su interior: ciervos, cabras, elementos abstractos; las únicas encontradas hasta la fecha en esta zona de la provincia de Albacete. En las paredes exteriores de la cueva se conservan muestras pictóricas creenciales de los últimos cazadores-recolectores, muestra del arte levantino (10 000 años antes del presente). Este arte postpaleolítico, fundamentado en la figuración, se presenta en este enclave mediante varias figuras humanas –la gran aportación iconográfica de este estilo– en este caso masculinas, de color rojo. Los autores de este arte, los grupos humanos epipaleolíticos, son los mismos que los de la cueva de la Vieja (Alpera), barranco Segovia (Letur) o Solana de las Covachas y Bojadillas (Nerpio), por citar los más relevantes, demostrando compartir, de forma inequívoca, un conjunto unitario de creencias.
Esta caverna fue declarada Patrimonio de la Humanidad por la Unesco en 1998. Es, hasta la fecha, el único enclave de todo el sector mediterráneo peninsular que aúna en una misma estación arte paleolítico y arte levantino.

## Historia
En épocas más cercanas, se tiene constancia de batallas durante la Reconquista en el cercano y hoy desaparecido Castillo de la Yedra. El territorio es reconquistado por el rey de Castilla Alfonso VIII en 1213.
En un pergamino fechado en 1565 y firmado por el rey Felipe II obtiene su título de villa independiente del concejo de Alcaraz, ciudad a la que estuvo ligada por su pertenencia a su extenso alfoz durante siglos. El nombre de la villa fue en origen "ayn", que significa "fuente", pero con el tiempo este nombre se castellanizó, dando lugar a Ayna, al principio sin tilde, como puede ser contemplado en la mayoría de mapas y señales de tráfico contemporáneas, muchas de las cuales conservan este topónimo original. En 2010, la nueva Ortografía de la RAE declaró que la 'y' no es una excepción y también debe ser acentuada cuando forma un hiato, y, tras cinco siglos, pasó a tener tilde.

## La tilde de Aýna
El nombre del municipio, tradicionalmente escrito como Ayna, fue oficialmente reconocido con tilde en la Ortografía de la lengua española publicada por la Real Academia Española (RAE) en 2010, pasando a escribirse Aýna. Este cambio se produjo tras una consulta formulada dos años antes por Juan Andrés Gualda Gil, doctor ingeniero industrial y profesor de la UNED, quien propuso a la RAE la acentuación correcta del topónimo con la tilde sobre la letra y, ya que en sus muchas visitas al pueblo observó que los ayniegos pronunciaban sin excepción el nombre del pueblo como palabra trisílaba llana [a.í.na] cuando según el nombre escrito entonces del pueblo (Ayna sin la tilde) debería pronunciarse bisílaba llana [ái.na] porque la letra y tiene valor vocálico y forma diptongo con la letra a.
La RAE aceptó esta propuesta y la recogió en las páginas 222 y 642 de la Ortografía de la lengua española (2010), que establece que, en los casos excepcionales en los que la letra y represente el fonema vocálico /i/ y reciba el acento prosódico, debe tildarse conforme a las reglas generales de acentuación. Así Aýna constituye un caso único en el ámbito hispanohablante al escribirse con tilde la y, letra que ortográficamente es consonante.
Desde entonces, el ayuntamiento del municipio viene aplicando progresivamente esta forma tildada en su documentación oficial, señalética y en los materiales de difusión turística.

## Demografía
Cuenta con una población de 608 habitantes (INE 2024).
| Gráfica de evolución demográfica de Aýna entre 1842 y 2021                                                          |
| |
| Población de derecho según los censos de población del INE Población de hecho según los censos de población del INE |

Como en la mayoría de municipios serranos de la provincia de Albacete, la población de Aýna experimenta un incremento regular hasta mediado el siglo XX, cuando se inicia una fase de emigración muy intensa que ha provocado que, en la actualidad, el municipio cuente con poco más de la mitad de habitantes que en 1900. A finales del siglo XX el decremento se frenó notablemente, aunque aún no cabe hablar de estabilidad.

## Economía
La base económica de Aýna se fundamenta en el turismo y la agricultura.

## Administración y política
Pertenece al partido judicial de Hellín.
| Periodo   | Nombre                       | Partido               |
| --------- | ---------------------------- | --------------------- |
| 1979-1983 | Eugenio Alcázar González     | UCD                   |
| 1983-1987 | Eugenio Alcázar González     | Partido independiente |
| 1987-1991 | Ángel Rodríguez              | PSOE                  |
| 1991-1995 | Ángel Rodríguez              | PSOE                  |
| 1995-1999 | Dativo Martínez Rodríguez    | PP                    |
| 1999-2003 | Dativo Martínez Rodríguez    | PP                    |
| 2003-2007 | Emiliano Rodríguez Moreno    | PSOE                  |
| 2007-2011 | Emiliano Rodríguez Moreno    | PSOE                  |
| 2011-2015 | Emiliano Rodríguez Moreno    | PSOE                  |
| 2015-2019 | Emiliano Rodríguez Moreno    | PSOE                  |
| 2019-2023 | Juan Ángel Martínez González | PP                    |

## Turismo
El Ayuntamiento de Aýna ha adoptado el eslogan turístico La Suiza Manchega. Predomina su gran cantidad de vegetación, su belleza pintoresca –está enclavada en la ribera del río Mundo, con imponentes farallones rocosos en los alrededores del pueblo– y la presencia habitual de la nieve en invierno. Destaca asimismo la fauna salvaje, como la cabra montesa, que no es infrecuente ver desde los miradores cercanos, o incluso a las afueras mismas del pueblo, cuando suben de beber.

## Patrimonio

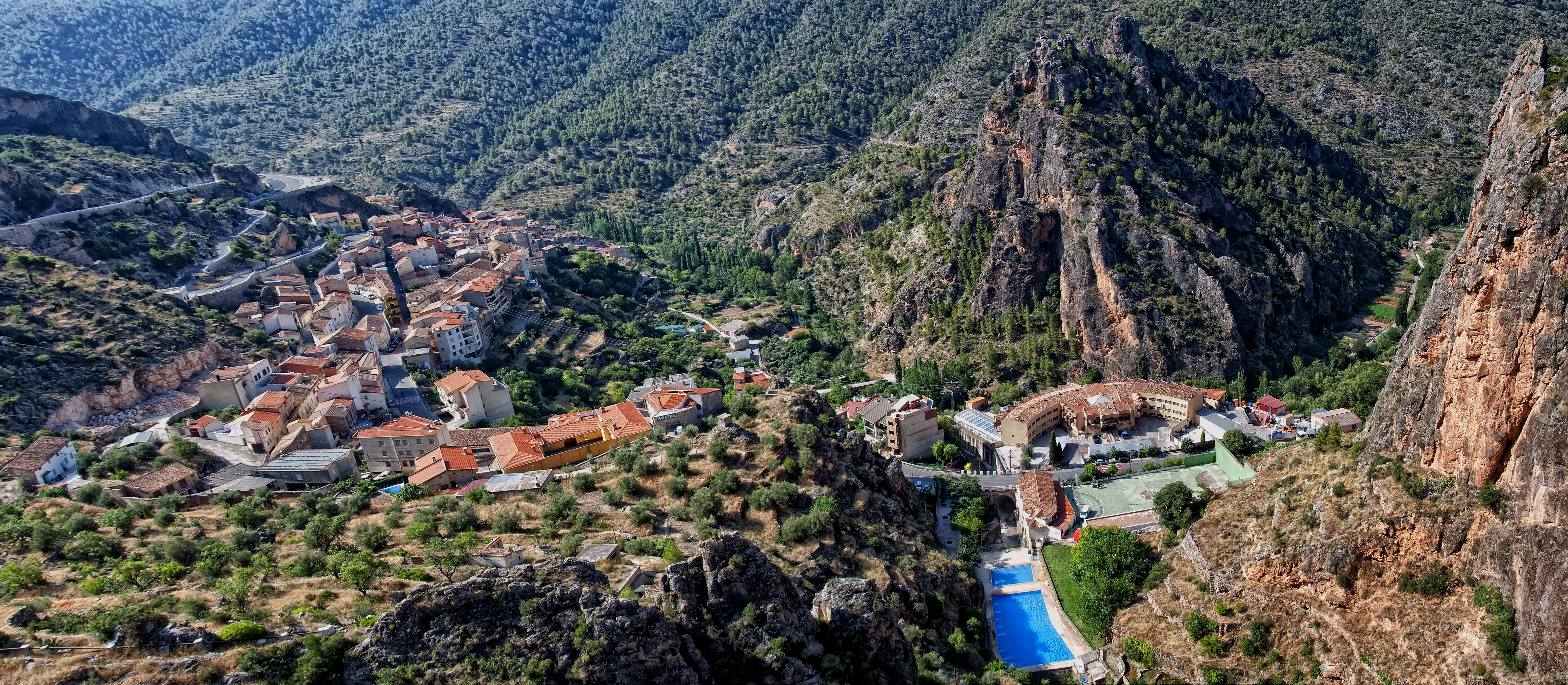
Panorámica de Aýna

Además de la villa en sí, otros lugares de interés son:
- Cueva del Niño.
- Ermita de Nuestra Señora de los Remedios.
- Iglesia de Santa María de lo Alto.
- Restos del Castillo de la Yedra. Cueva de los Moros.
- Casco Urbano.
- Rincón de la Toba.
- Ribera del río Mundo.
- El Barranco.

## Patrimonio inmaterial
Sus fiestas patronales empiezan el día 4 de septiembre y terminan el día 8 del mismo mes. Estas fiestas son en honor de su patrona, la Virgen María de lo Alto. Son muy conocidos y espectaculares sus encierros que discurren por las escarpadas calles de la villa.
Destacar también la festividad de el bolo, en Santa Lucía, o en honor al Cristo de las Cabrillas.

## Galería de imágenes

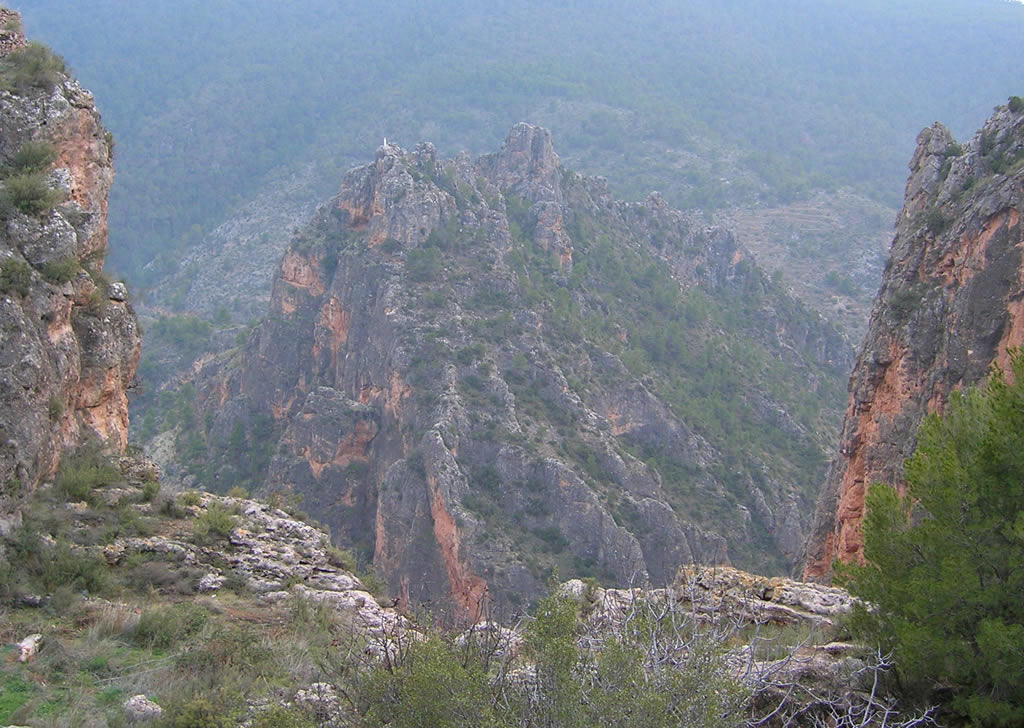
Inmediaciones de Aýna, desde el mirador del Diablo
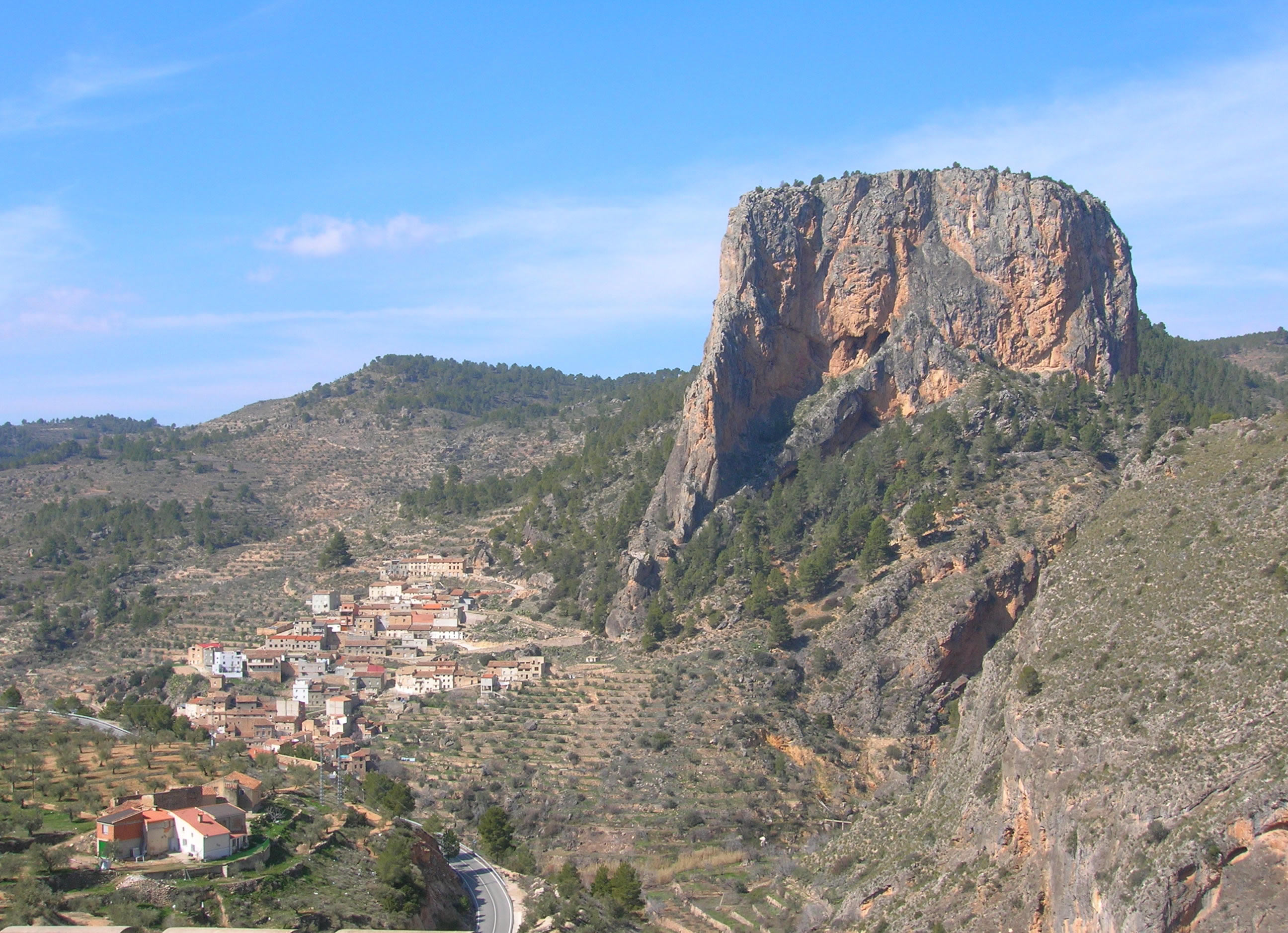
Pedanía de Royo Odrea
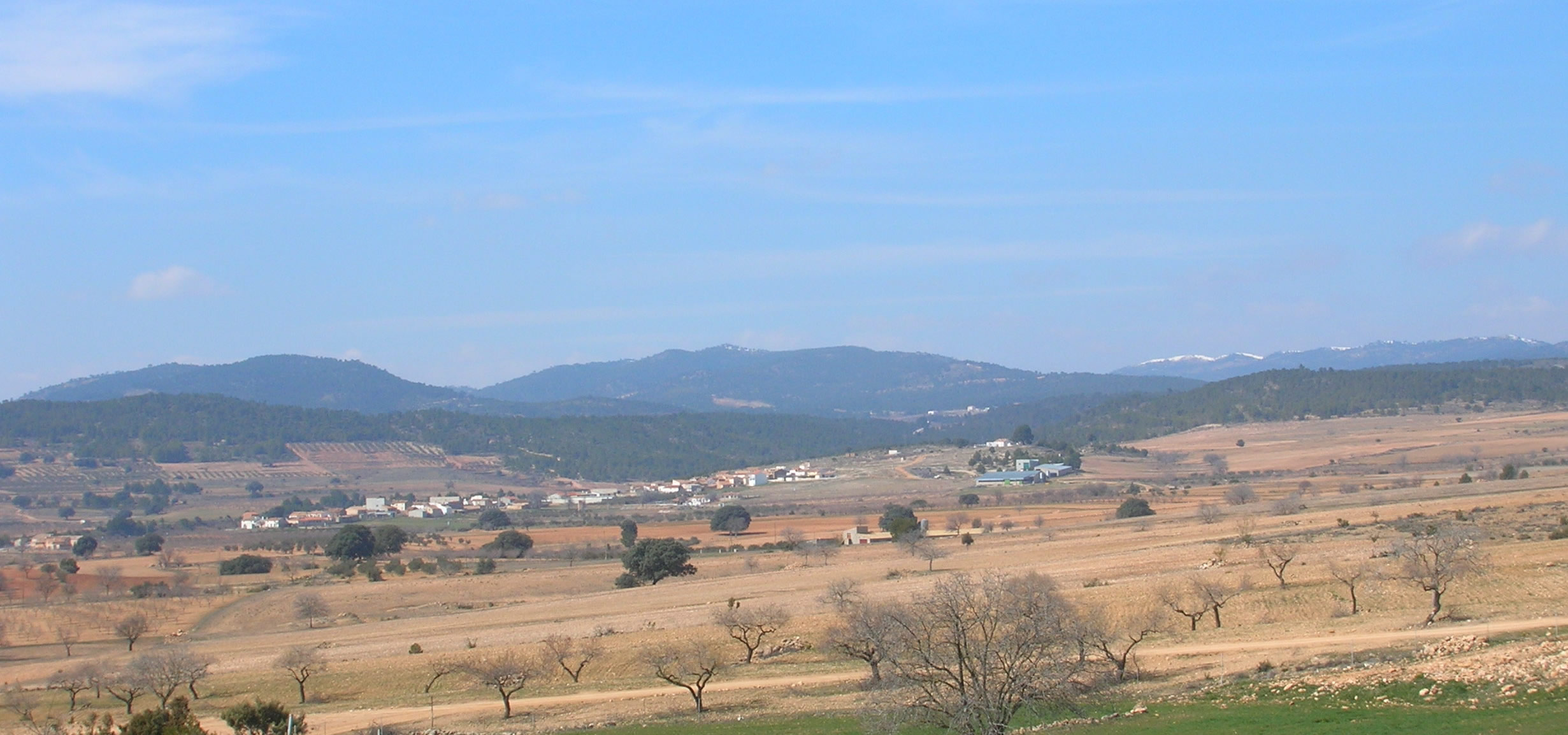
Pedanía de La Dehesa